# Георгиос Папазисис
Георгиос Папазисис (на гръцки: Γεώργιος Παπαζήσης) е гръцки военен лекар и революционер, главен лекар на армията на Гърция, участник в Гръцкото въстание в Македония в 1878 година.

## Биография
Роден е в 1833 година в малкото южномакедонско градче Велвендо, тогава в Османската империя. Основно образование завършва в родното си градче. Завършва гимназия и следва медицина в Атина. Веднага след завършване на университета взима участие в Тесалийското въстание от 1854 година и в победната битка при Каламбака.
След това се записва в армията и работи като военен лекар. Обучава се в чужбина и става лекар на кралското семейство. Влиза в петчленния комитет, оглавил Македонския комитет, който организира Гръцкото въстание в Македония в 1878 година.
Умира в 1895 година като временно изпълняващ длъжността главен лекар на армията на Гърция, тоест с най-високия тогава чин на Здравния корпус. В завещанието си той оставя на училищата във Велвендо недвижимото си имущество в градчето, както и част от имуществото си в Атина, от което също отделя друга част за благотворителни цели.